# Пар, Йозеф
Йозеф Пар (нем. Josef Paar, 6 марта 1913 — 21 сентября 1997) — немецкий борец, призёр чемпионата Европы.

## Биография
Родился в 1913 году в Пидинге. В 1935 году стал серебряным призёром чемпионата Европы по греко-римской борьбе. В 1936 году стал чемпионом Германии по вольной борьбе, но на Олимпийских играх в Берлине занял в вольной борьбе лишь 6-е место. В 1937 году вновь стал чемпионом Германии по вольной борьбе, в 1948 и 1949 годах был чемпионом Германии по греко-римской борьбе.